# لباس پوشیدن (ترانه کیتی پری)
لباس پوشیدن (به انگلیسی: Dressin' Up) ترانه‌ای از هنرمند اهل ایالات متحده آمریکا کیتی پری، رویای نوجوانی: شیرینی کامل، تکنو است که در ۲۶ مارس ۲۰۱۲ منتشر شد. این ترانه در آلبوم رویای نوجوانی: شیرینی کامل قرار داشت.